# Musei del Castello Sforzesco
I Musei del Castello Sforzesco sono alloggiati all'interno del Castello sforzesco di Milano. Espongono la collezione civica della Città di Milano, costituita a partire dall'Ottocento, comprendente dipinti, sculture, mobili, ceramiche, tappezzerie, avori eo oggetti d'arte applicata, strumenti musicali, libri e collezioni archeologiche. Il progetto di allestimento museale, tuttora presente in quasi la sua totalità, fu realizzato dal celebre studio milanese BBPR, divenuto modello per gli allestimenti museali. Progetto realizzato in due tempi: il primo tra il 1954 e il 1956 con il restauro del Cortile Ducale e il secondo con il restauro del Cortile della Rocchetta nel 1963.

## Organizzazione del complesso museale
Il complesso ospita:
- Museo d'arte antica: ospitato al piano terreno della corte ducale, nelle sale decorate in epoca viscontea e sforzesca, espone raccolte di arte applicata e scultura che testimoniano l'evoluzione dell'arte milanese e lombarda dalla tarda epoca romana alla fine del Cinquecento. Fra i più celebri pezzi esposti vi sono il Monumento equestre a Bernabò Visconti e il Monumento funebre a Gaston de Foix. All'interno del percorso si trovano la celebre Sala delle Asse, affrescata da Leonardo da Vinci, e la Cappella Ducale decorata da Bonifacio Bembo.

- Pinacoteca del Castello Sforzesco: conserva una ricchissima collezione di dipinti, dal gotico al Settecento, tra cui opere di Filippo Lippi, Antonello da Messina, Andrea Mantegna, Tiziano, Canaletto, Correggio, Tiepolo e dei maggiori espinenti della scuola lombarda quali Vincenzo Foppa, il Leonardeschi, i Procaccini, Cerano, Crespi.

- Museo archeologico (Museo della Preistoria e Museo egizio)
- Museo degli strumenti musicali
- Museo del Mobile
- Museo delle Arti Decorative (Raccolte d'Arte Applicata)
- Raccolte Extraeuropee
- Museo della Pietà Rondanini,  ultima statua scolpita da Michelangelo Buonarroti
- Civico Gabinetto Numismatico e Medagliere di Milano
- Rivellino del Santo Spirito (escursione tra i tetti e i passaggi coperti sulla mura esterne del castello)

nonché numerose mostre itineranti.
Sono altresì ospitati nel Castello Sforzesco, ma non appartengono al museo:
- Archivio Storico Civico e Biblioteca Trivulziana
- Biblioteca d'Arte del Castello Sforzesco
- Civica raccolta delle stampe Achille Bertarelli
- Libreria del Castello

Curiosa è la rilevante collezione archeologica di arte paleocristiana e precolombiana raccolta da Carlo Dossi durante i suoi anni di attività di scavo sul territorio milanese, greco e sudamericano. La collezione venne in parte trattenuta dallo stesso Dossi (si veda il Museo archeologico Villa Pisani Dossi a Corbetta) e, in gran parte, venne donata al Museo del Castello Sforzesco con l'obbligo di istituirvi un museo, la cui causa venne perorata anche dai discendenti dello scapigliato milanese. È lo stesso Carlo Dossi a parlare più volte di questa donazione all'interno della sua opera Note Azzurre. Attualmente questi reperti non sono esposti al pubblico e continuano a soggiacere negli scantinati del Castello.

### Corte interna e Portico dell'elefante

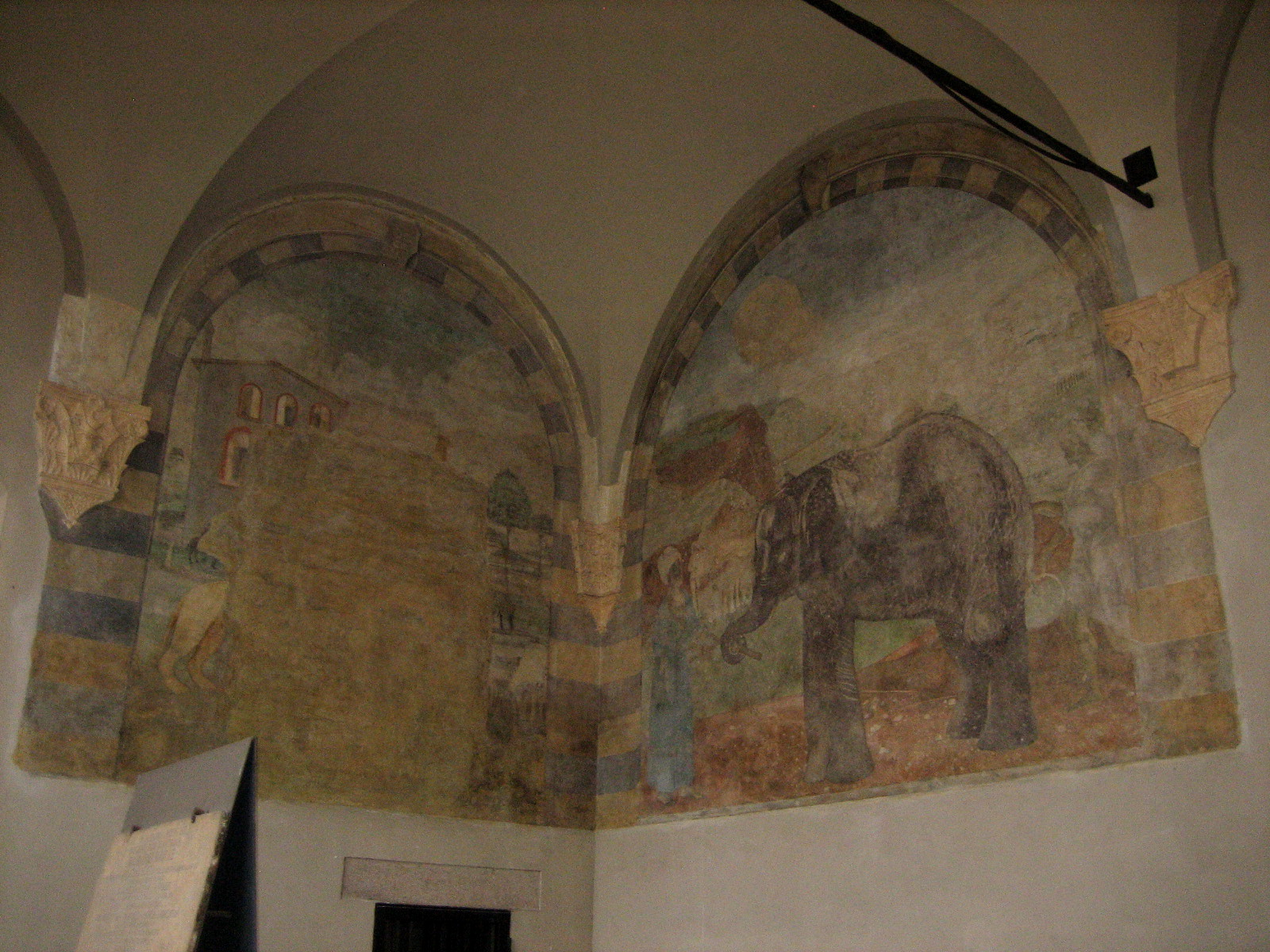
Affresco dell'elefante

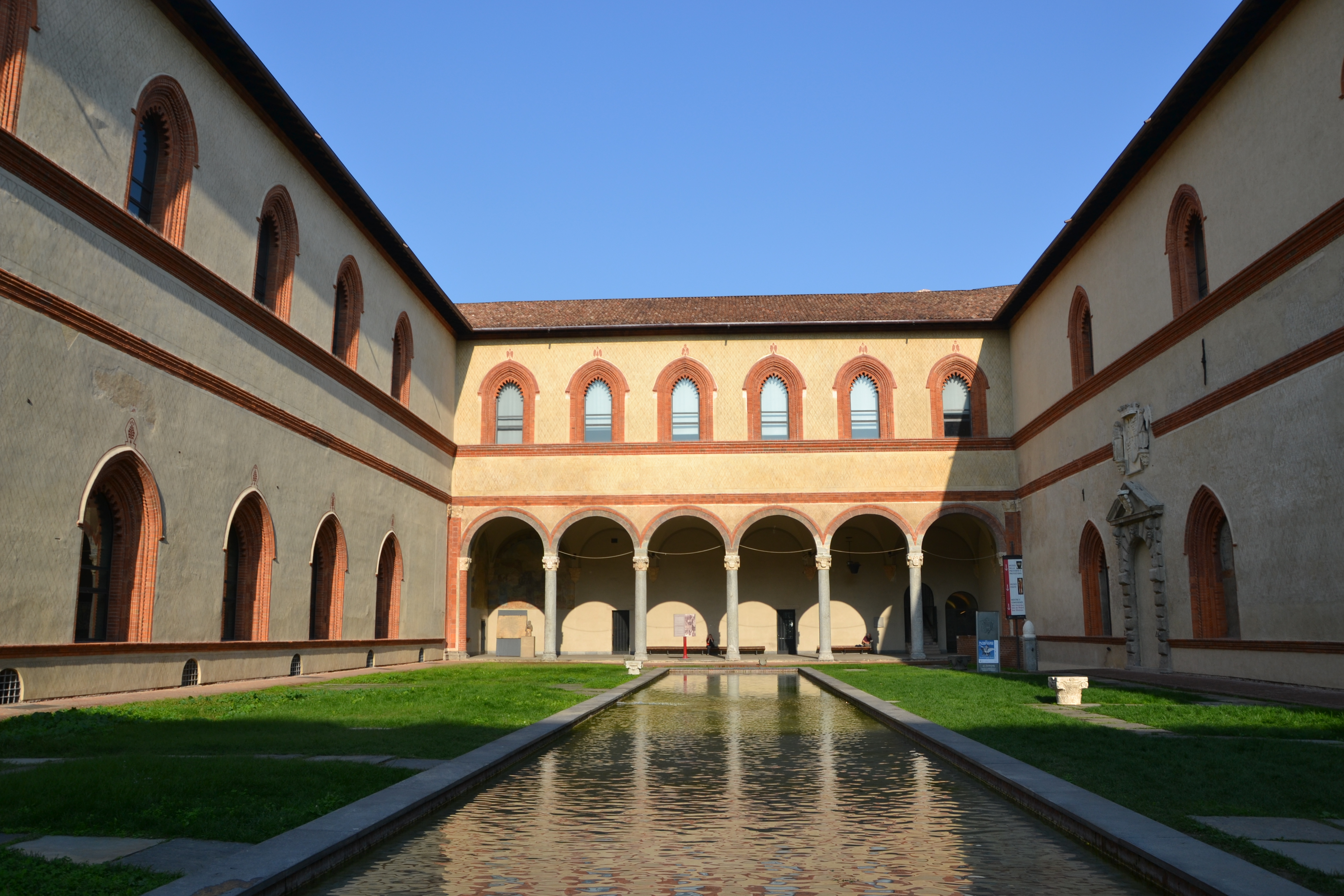
Corte Ducale

La corte interna, di forma rettangolare, fornisce attraverso finestre riccamente decorate luce naturale a tutte le sale del piano terra e del primo piano. Sulla sinistra della corte si trova la grande scalinata che porta ai musei del piano superiore, mentre sul fondo troviamo la scala di accesso ai musei sottostanti ed il portico che lo Sforza fece edificare nel 1473 all'architetto ducale Benedetto Ferrini. Il portico, oggi detto "dell'elefante" per la figura ad affresco che lo decora, era in origine accompagnata da altri animali ora perduti, come il leone di cui si scorgono soltanto le zampe posteriori.
Nella corte si possono ammirare oltre all'affresco, una serie di capitelli distribuiti su tutta l'area, mentre sotto al porticato si trova un'antica lapide proveniente da una casa di porta ticinese dove furono giustiziati i presunti untori della peste del 1630.

## Restauro
Nel 2009 sono stati approvati dal comune di Milano due progetti per la ristrutturazione del Castello Sforzesco che è stato completato nel 2015. Il progetto che prevede l'impiego di quasi 9.000.000€, prevede la ristrutturazione delle facciate della Corte Ducale, del Cortile della Rocchetta, della Cortina Sud, la copertura della Corte Ducale. La ristrutturazione avverrà in modo conservativo, le pareti degradate del castello verranno stuccate, integrate le parti mancanti e ricoperte da materiali che ne garantiscano la protezione. Il progetto di ristrutturazione prevede il recupero delle decorazioni pittoriche coperte da molti anni da intonaci moderni. Il secondo intervento che prevede un investimento pari a 1.109.600€, riguarda il restauro degli spazi esterni e del rifacimento delle coperture. Un altro progetto approvato nel 2008 prevede un caffè con dehors nel cortile, un ristorante panoramico, nuovi allestimenti museali e una nuova torre di collegamento che apra ai turisti la passeggiata sulle 'merlate' del castello, progetto seguito e firmato dal londinese David Chipperfield e dal ferrarese Michele De Lucchi.